# The Fast and the Furious: Tokyo Drift
The Fast and the Furious: Tokyo Drift (bra: Velozes e Furiosos: Desafio em Tóquio; prt: Velocidade Furiosa – Ligação Tóquio) é um filme de ação americano lançado em 2006, sendo o terceiro longa da franquia The Fast and the Furious, dirigido por Justin Lin.
Embora seja o terceiro filme da saga The Fast and the Furious, Tokyo Drift foca em um novo grupo de personagens. O filme segue Sean Boswell, um jovem de dezessete anos entusiasta das corridas de rua ilegais, que é levado para o Japão para morar com seu pai em Tóquio, onde descobre o submundo das corridas de drift japonesas. É estrelado por Lucas Black, no papel de Sean, e pelo rapper Bow Wow.
Um terceiro filme de The Fast and the Furious foi confirmado em junho de 2005, quando Lin foi escolhido como diretor. Chris Morgan foi contratado como roteirista após uma audição, marcando assim o primeiro filme da associação de longa data da franquia com Lin, Morgan, o ator Sung Kang e o compositor Brian Tyler. As filmagens do filme iniciaram em agosto de 2005 e duraram até novembro, com locações incluindo Los Angeles e Tóquio, tornando Tokyo Drift o primeiro filme da franquia a apresentar um local de filmagem internacional.
The Fast and the Furious: Tokyo Drift estreou no Anfiteatro Gibson em Los Angeles em 4 de junho de 2006, e foi lançado comercialmente nos Estados Unidos em 16 de junho, pela Universal Pictures. O filme arrecadou US$ 159 milhões em todo o mundo, tornando-se o filme de menor bilheteria da franquia. Tokyo Drift recebeu críticas mistas dos críticos, com elogios por suas sequências de direção, mas críticas por seu roteiro e atuações. Nos anos seguintes, Tokyo Drift conquistou uma visão mais favorável, com alguns comentaristas considerando-o um dos melhores da franquia. Foi seguido por uma trilogia prequela, sendo a primeira Fast & Furious em 2009 e a última Fast & Furious 6 em 2013. Uma sequência direta intitulada Furious 7 foi lançada em 2015. Dentro da continuidade da história, o filme se passa após os eventos de Fast & Furious 6 e antes dos eventos de Furious 7.

## Enredo
Em 2015, em Oro Valley, Arizona, os alunos do ensino médio Sean Boswell e Clay correm com seus carros para conquistar os afetos da namorada de Clay, Cindy, dirigindo seus respectivos veículos, um Chevrolet Monte Carlo 1970 e um Dodge Viper 2003. Quando Sean corta caminho por uma estrutura e alcança Clay, o garoto playboy bate no carro de Sean repetidamente até que eles atinjam uma curva em alta velocidade, o que faz com que ambos os carros batam. O carro de Sean é totalmente destruído. As famílias ricas de Clay e Cindy os ajudam a escapar da punição, mas, como Sean é reincidente nas corridas de rua, ele é enviado para morar em Tóquio, Japão, com seu pai, um oficial da Marinha dos EUA residente em Tóquio, a fim de evitar detenção ou prisão juvenil.
Em Tóquio, Sean faz amizade com Twinkie, um pirralho militar que o apresenta ao mundo das corridas de drift no Japão. Sean tem um confronto com Takashi, o Drift King (DK), sobre Sean conversando com a namorada de Takashi, Neela. Embora tenha sido proibido de dirigir, Sean decide correr contra Takashi, que tem laços com a Yakuza. Ele empresta um Nissan Silvia S15 Spec-S 1999 de Han Lue, agora parceiro de negócios de Takashi, mas perde sua primeira corrida contra o D.K. e acaba destruindo o carro devido à sua incapacidade de fazer drift.
Para pagar sua dívida pelo carro que destruiu, Sean concorda em trabalhar para Han. Isso leva a dupla a se tornar amiga, com Han concordando em ensinar drift para Sean. Han também empresta a ele um Mitsubishi Lancer Evolution IX para corridas futuras, explicando que ele o está ajudando, pois Sean é a única pessoa disposta a enfrentar Takashi. Sean se muda para a oficina de Han e logo domina o drift, ganhando alguma influência depois de derrotar o braço direito de D.K., Morimoto. Sean logo convida Neela para sair e descobre que depois que sua mãe morreu, ela foi morar com a avó de Takashi, o que resultou no relacionamento deles. Takashi bate em Sean no dia seguinte, dizendo para ele ficar longe de Neela; Neela posteriormente deixa Takashi por Sean.
O tio de Takashi, Kamata, o chefe da Yakuza, repreende o sobrinho por permitir que Han o roubasse. Takashi e Morimoto enfrentam Han, que está ao lado de Sean e Neela. Twinkie causa uma distração, permitindo que Han (em seu Mazda RX-7), Sean e Neela (ambos no Mitsubishi Lancer Evolution IX) fujam, sendo perseguidos por Takashi e Morimoto (dirigindo seus respectivos Nissan 350Zs). Durante a perseguição, Morimoto bate o carro, deixando Takashi perseguir o trio por conta própria. Han permite que Sean o ultrapasse para impedir Takashi, mas a perseguição termina quando Sean e Neela caem. Enquanto isso, momentos depois de escapar de Takashi, o carro de Han é atingido e ele, aparentemente, morre quando o carro explode antes que Sean tenha chance de salvá-lo.
Takashi, Sean e seu pai se envolvem em um impasse armado que é resolvido por Neela concordando em sair com Takashi. Twinkie dá seu dinheiro a Sean para substituir o dinheiro que Han roubou, que Sean então devolve a Kamata. Sean propõe uma corrida contra Takashi, com o perdedor tendo que deixar Tóquio. Kamata concorda com o desafio, mas com a condição de que a corrida ocorra em uma montanha, revelada como a montanha em que o próprio Takashi é a única pessoa a descer com sucesso. Com todos os carros de Han apreendidos, Sean e seus amigos reconstroem um Ford Mustang Fastback 1967 em que o pai de Sean estava trabalhando, com um motor Nissan Skyline recuperado do Nissan Silvia de Han que foi destruído por Sean em sua primeira corrida de drift e outras peças de reposição.
Naquela noite, na montanha, multidões se reúnem para ver a corrida; Takashi assume a liderança inicialmente, mas o treinamento de Sean lhe permite recuperar o atraso. Determinado a vencer, Takashi recorre a bater no carro de Sean, eventualmente desaparecendo e saindo da montanha enquanto Sean cruza a linha de chegada. Kamata mantém sua palavra, deixa Sean permanecer em Tóquio e agora é batizado como o novo "Drift King".
Algum tempo depois, Neela, Twinkie e Sean, o novo Drift King, estão se divertindo em sua nova casa e liberdade, quando um motorista americano aparece para desafiar Sean e ele aceita depois que o americano se proclama como "familiar" de Han. Antes da corrida, Sean para o seu Nissan Silva S15 Spec-R ao lado de um Plymouth Road Runner prateado, conduzido pelo desafiante, que se revela Dominic Toretto.

## Elenco
- Lucas Black como Sean Boswell
- Bow Wow como Twinkie
- Nathalie Kelley como Neela
- Brian Tee como Takashi (D.K)
- Sung Kang como Han
- Leonardo Nam como Morimoto
- Brian Goodman como pai de Sean
- JJ Sonny Chiba como Kamata
- Zachery Ty Bryan como Clay
- Nikki Griffin como Cindy
- Jason Tobin como Earl
- Keiko Kitagawa como Reiko

## Produção

### Desenvolvimento
"Depois que eu vi Better Luck Tomorrow, eu sabia que Justin era um diretor com quem eu queria trabalhar. Ele foi o primeiro com quem conversamos e ele adorou a ideia de filmar. Esse filme precisava de entusiasmo e ele era o diretor para fazer isso."

Neal H. Moritz
Neal H. Moritz, que havia produzido os dois filmes anteriores, começou a trabalhar no terceiro em 2005. Em 8 de junho de 2005, Moritz contratou Justin Lin para dirigir Tokyo Drift.
Lin, que não estava intimamente familiarizado com o drift quando foi abordado para dirigir o projeto, lembrou: "Eu estava na escola de cinema quando The Fast and the Furious saiu, e eu vi isso junto com uma multidão que simplesmente adorou. O que realmente me empolgou em dirigir esse filme foi a chance de aproveitar essa energia - criar um novo capítulo e aumentar a aposta, trazendo algo novo à mesa para o público que adora ação e velocidade."
Vin Diesel concordou em fazer uma participação especial no filme em troca dos direitos da franquia Riddick e do próprio personagem, em vez de pagamento financeiro.

### Técnica

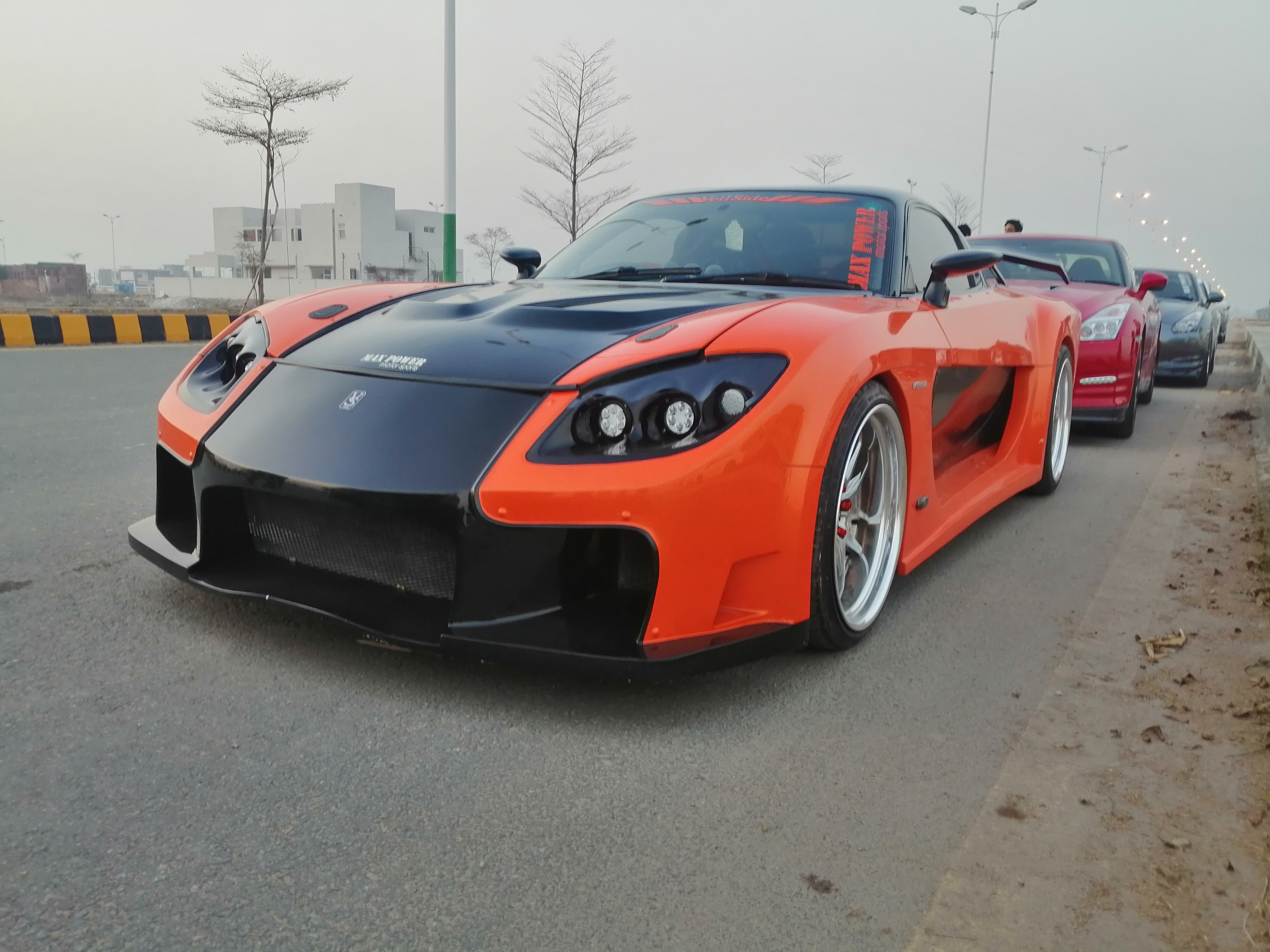
Um Mazda RX-7 Veilside Fortune utilizado no filme

O Nissan S15 Silvia que Sean destrói em sua primeira corrida no Japão, foi projetado para comportar um RB26DET modificado, que depois foi doado ao Mustang. Apesar disto, o carro usado está atualmente com um motor SR2ODE da Nissan. O Mazda ''Veilside Fortune'' RX-7 pertencente a Han, foi originalmente construído pela Veilside para o Auto Salon 2005, mas depois foi comprado pela Universal Pictures e repintado (o original era vermelho-escuro e não laranja e preto como o do filme). A Sport Compact Car testou os carros do filme, e notou que eles eram mais rápidos na aceleração inicial do que os de 2 Fast 2 Furious. Notáveis drifters como Keiichi Tsuchiya, Rhys Millen e Samuel Hubinette foram consultados e empregados pelo filme para prover e executar o drifting e as manobras. Tanner Foust, Rich Rutherford, Calvin Wan e Alex Pfeiffer também foram trazidos para dublar, já que foi revelado que nenhum dos pilotos da Universal poderiam derrapar.
Toshi Hayama também foi contratado para manter os elementos do filme coesos com a história. Foi empregado após ser contactado por Roger Fan, um velho amigo de ensino médio (que estrelou Better Luck Tomorrow, outro filme de Justin Lin), e que também é um dos organizadores do D1 Grand Prix japonês e seu chefe na A'PEXi. Entre eles havia certas referências que precisavam ser revistas, como o uso do óxido nitroso (sequências em vez de turnos) e a menor visibilidade possível aos patrocinadores. Hayama também reclamou que um carro pessoal também foi "roubado" de um dos protagonistas e emprestado a uma sessão de drifting improvisada, e nunca foi devolvido ao dono.
O motor RB26DET usado no Mustang, foi alvo de muita crítica pelos fãs de carros americanos e de JDM. A crítica cresceu quando foi revelado que o carro não fez nenhuma cena, os V8 foram usados na maioria das cenas de drifting.

## Trilha Sonora

### The Fast and the Furious: Tokyo Drift (Original Motion Picture Score)[20][21]
O álbum foi lançado por Varèse Sarabande em 26 de junho de 2006, com a trilha sonora original do filme foi lançada no dia seguinte. Brian Tyler compôs a trilha sonora do filme e também fez parceria com os produtores musicais Pharrell Williams e Dr. Dre para ajudar a selecionar a trilha sonora original do filme.
| Faixa | Música                               | Artista            | Duração |
| ----- | ------------------------------------ | ------------------ | ------- |
| 01    | "Tokyo Drift (Fast & Furious)"       | Teriyaki Boyz      | 4:15    |
| 02    | "Six Days the Remix (feat. Mos Def)" | DJ Shadow          | 3:54    |
| 03    | "The Barracuda"                      | The 5,6,7,8's      | 2:34    |
| 04    | "Restless"                           | Evil Nine          | 4:56    |
| 05    | "Round Round"                        | Far East Movement  | 3:22    |
| 06    | "She Wants to Move"                  | N.E.R.D            | 3:32    |
| 07    | "Cho Large (feat. Pharrell)"         | Teriyaki Boyz      | 5:17    |
| 08    | "Resound (without intro)"            | Dragon Ash         | 4:09    |
| 09    | "Speed"                              | Atari Teenage Riot | 2:49    |
| 10    | "Bandoleros (feat. Tego Calderón)"   | Don Omar           | 5:07    |
| 11    | "Conteo"                             | Don Omar           | 3:16    |
| 12    | "Mustang Nismo (feat. Slash)"        | Brian Tyler        | 2:30    |

### The Original Score[22]
Todas as música compostas por Brian Tyler.
| Faixa | Música                                                | duração |
| ----- | ----------------------------------------------------- | ------- |
| 01    | "Touge"                                               | 0:46    |
| 02    | "The Fast And The Furious: Tokyo Drift"               | 7:05    |
| 03    | "Saucin' "                                            | 4:28    |
| 04    | "Neela Drifts"                                        | 3:27    |
| 05    | "Preparation"                                         | 1:10    |
| 06    | "N2O"                                                 | 0:49    |
| 07    | "Mustang Nismo"                                       | 2:21    |
| 08    | "Underground"                                         | 1:33    |
| 09    | "Hot Fuji"                                            | 1:55    |
| 10    | "This Is My Mexico"                                   | 1:23    |
| 11    | "Welcome To Tokyo" (written by Slash and Brian Tyler) | 1:54    |
| 12    | "DK VS Han"                                           | 3:32    |
| 13    | "Downtown Tokyo Chase"                                | 2:33    |
| 14    | "Aftermath"                                           | 1:22    |
| 15    | "Empty Garage"                                        | 1:01    |
| 16    | "DK's Revenge"                                        | 1:09    |
| 17    | "Journey Backwards"                                   | 0:58    |
| 18    | "Sumo"                                                | 1:37    |
| 19    | "Sean's Crazy Idea"                                   | 2:24    |
| 20    | "Dejection"                                           | 1:12    |
| 21    | "Kamata"                                              | 1:32    |
| 22    | "Two Guns"                                            | 1:29    |
| 23    | "I Gotta Do This"                                     | 1:14    |
| 24    | "Megaton"                                             | 2:16    |
| 25    | "Neela Confronts DK"                                  | 1:47    |
| 26    | "Winner ... Gets ... Me"                              | 1:21    |
| 27    | "War Theory"                                          | 1:54    |
| 28    | "I Don't Need You To Save Me"                         | 0:57    |
| 29    | "Neela"                                               | 1:44    |
| 30    | "Symphonic Touge"                                     | 6:50    |

## Recepção

### Desempenho comercial
Tokyo Drift arrecadou mais de US$ 23 milhões em seu fim de semana de estreia nos Estados Unidos, ficando em terceiro lugar atrás de Carros (US$ 33,7 milhões) e Nacho Libre (US$ 28,3 milhões). O filme em si teve um lançamento limitado no Japão (lançado sob o nome de "Wild Speed 3"). A bilheteria interna estadunidense foi de US$ 62.514.415 e US$ 96.450.195 internacionalmente, perfazendo uma receita total global de US$ 158.964.610. De acordo com uma pesquisa do fim de semana de abertura da Universal, o público do filme era 58% masculino, com 60% deste com menos de 25 anos.

### Resposta da crítica
No jornal Chicago Sun-Times, o crítico de cinema Roger Ebert elogiou Tokyo Drift, dando-lhe três de quatro estrelas, dizendo que o diretor Justin Lin "pega uma franquia estabelecida e torna-a surpreendentemente fresca e intrigante", acrescentando que o filme é "mais observador do que esperávamos.. A história sobre algo mais rápido que os carros". Jonathan Rosenbaum do Chicago Reader também elogiou o diretor Lin, afirmando que ele "capta a energia e o brilho de Tóquio muito melhor do que Sofia Coppola." O crítico da revista Empire, James Dyer, avaliou o filme com três de cinco estrelas, relatando que é "dramaticamente terrível, mas sobrecarregado com algumas das melhores cenas de ação de corrida vistas até o momento." Todd McCarthy da Variety disse que o longa "permanece em alta velocidade a maior parte do caminho, com várias sequências de corridas emocionantes, e beneficiou-se com o evocativo cenário japonês."
James Berardinelli da Reel Views concedeu uma pontuação baixa ao filme, comentando que "Há algo bizarro em Tokyo Drift. Ele fetichiza os carros de um jeito doentio. Quando os veículos aparecem na mesma cena que um bando de asiáticas de calcinha, a câmera é puxada dos carburetos para o espaço entre os seios." Mick LaSalle do San Francisco Chronicle criticou o personagem principal, dizendo que ele "não tem um plano e nem direção, apenas um desejo cego para esmagar carros e roubar a namorada de um mafioso [...]" Peter Travers da Rolling Stone disse que o filme "sofre de visão turva, arrasto de motor e um enredo que está sendo executado em fumaças." Travers indicou que uma "participação especial" é a única surpresa do filme.
No Brasil, Marcelo Forlani do site Omelete notou que "Os novos personagens e a própria imersão da história por Tóquio geram um certo frescor à franquia, deixando para trás a mesmice da segunda parte", e também mencionou que "Todas as cenas em alta velocidade são empolgantes e servem para fazer esquecer os dramas baratos dos personagens e suas buscas por superação."
O site Rotten Tomatoes reporta que 36% dos críticos deram uma resenha positiva, baseado em uma amostra de 111 análises; segundo o agregador, o consenso é: "Sequencias de corrida de arregalar os olhos, juntamente com uma história mole e performances lisas, fazem desse drift um seguimento adequado aos filmes anteriores de The Fast and the Furious. Este é absolutamente o filme certo para o povo fã de corrida e os fãs dos dois primeiros filmes". The Fast and the Furious: Tokyo Drift recebeu uma pontuação média de 46/100 no Metacritic, com base em 31 comentários, indicando "críticas mistas ou médias". .

## Outras mídias e sequências
Um jogo eletrônico de corrida, intitulado The Fast and the Furious ([ファスト・アンド・フュリアス] Erro: {{japonês}}: o texto tem marcação itálica (ajuda)), foi lançado, tendo por base os eventos do filme, para PlayStation 2 e PlayStation Portable. Foi desenvolvido pela Eutechnyx e  publicado pela Namco Bandai Games. O site IGN avaliou o jogo com uma nota de 6,6/10 (razoável), dizendo que ele fez "uma série de coisas na sua maior parte direito, mas apenas algumas coisas muito bem."
Embora The Fast and the Furious: Tokyo Drift tenha arrecadado menos do que seus filmes antecessores, a Universal o considerou, no entanto, bem sucedido o suficiente para justificar a continuação da série com um quarto filme. A aparição de Vin Diesel no final do longa foi concebida para sinalizar que ele voltaria como protagonista em um quarto filme. Fast & Furious, que foi lançado em 3 de abril de 2009, tem o enredo situado antes dos eventos de Tokyo Drift e foi seguido por duas continuações: Fast Five, lançado em 29 de abril de 2011, e Fast & Furious 6, lançado em 24 de maio de 2013. O próximo filme da série, Furious 7, lançado em 3 de abril de 2015, seguiu a cronologia após os eventos de Tokyo Drift, com o retorno de Lucas Black.